# Yun (Street Fighter)
Yun là một nhân vật trong loạt trò chơi đối kháng Street Fighter của Capcom. Xuất hiện lần đầu trong Street Fighter III, Yun còn xuất hiện trong các trò chơi khác của loạt Street Fighter III, cũng như Street Fighter IV: Arcade Edition. Yun đến từ Hồng Kông.
Yun có người anh em sinh đôi là Yang, cũng xuất hiện lần đầu trong Street Fighter III. Trong hai người thì Yun là anh.

## Thiết kế
Yun có mái tóc nâu được buộc thành đuôi ngựa. Anh luôn đeo một chiếc mũ lưỡi trai màu lam có lưới trai màu vàng và che kín mắt. Yun mặc một bộ đồ kung fu và luôm mang theo mình chiếc ván trượt.

## Xuất hiện
Yun xuất hiện lần đầu trong Street Fighter III và còn có mặt trong 2nd Impact và 3rd Strike. Yun còn xuất hiện trong Street Fighter IV: Arcade Edition
Anh còn xuất hiện không chính thức trong Street Fighter Alpha 3.